# Kolk

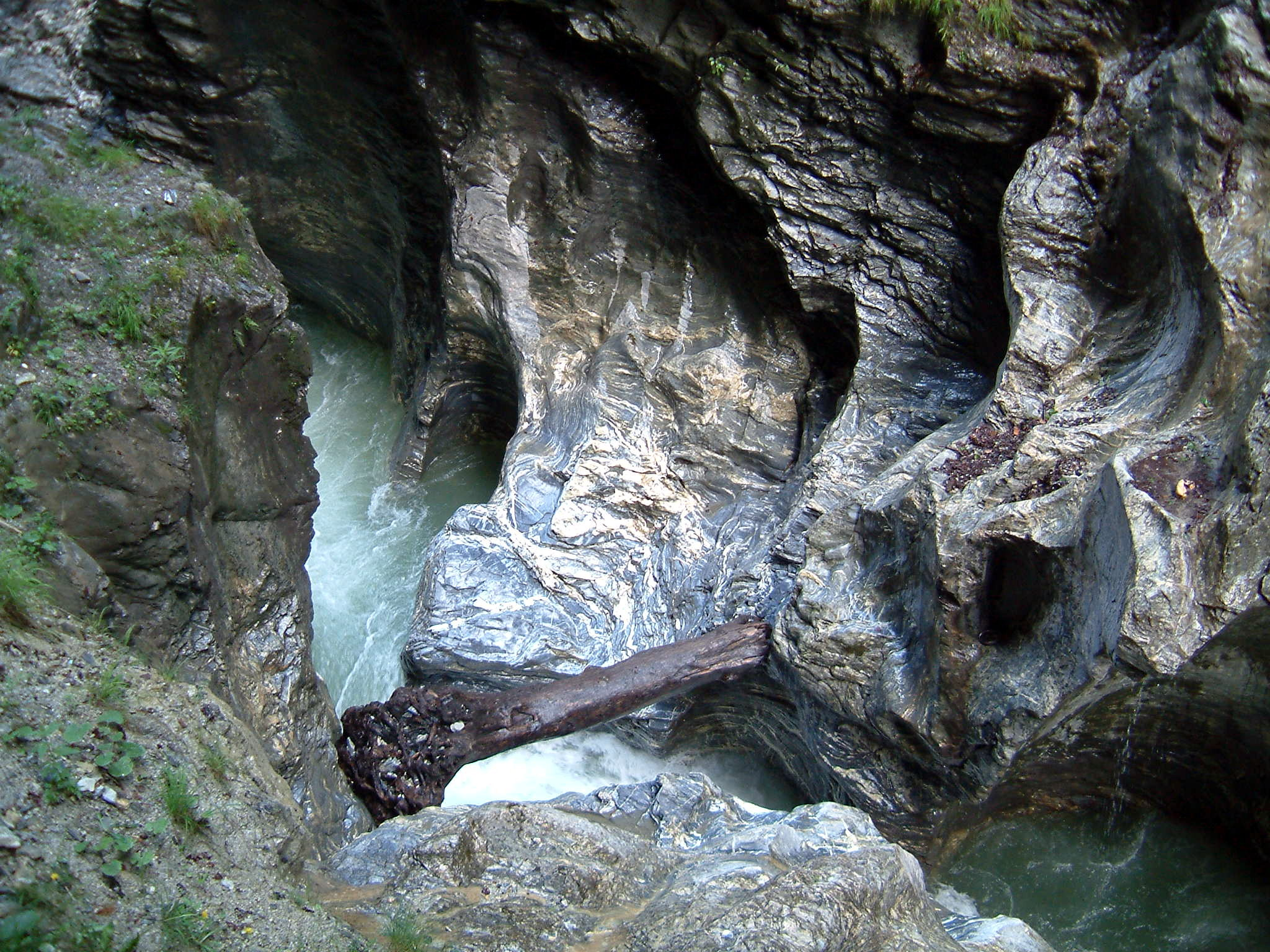
Kolke in der Liechtensteinklamm

Der Kolk, regional auch Kulk oder Tumpf, ist die Bezeichnung für kleine wassergefüllte Vertiefungen.
Zum einen handelt es sich um Strudellöcher (sogenannte Auskolkungen) am Grund aktueller oder ehemaliger strömender Gewässer und zum anderen um Seen in Mooren. Der Begriff wird überwiegend im ursprünglich niederdeutschen Sprachraum verwendet und überschneidet sich in der Bedeutung mit Gumpe, das eher im süddeutschen Sprachraum verbreitet ist und sich vorwiegend auf Aushöhlungen am Fuß von Wasserstürzen bezieht.
An Bauwerken in strömendem Wasser bilden sich Kolke in Strömungsrichtung hinter den Fundamenten, die als Bauwerkskolk oder bei Brückenpfeilern als Pfeilerkolk bezeichnet werden.

## Vorkommen und Typen

### An der Sohle strömender Gewässer

Schema einer Auskolkung in einer Gewässersohle aus Lockermaterial

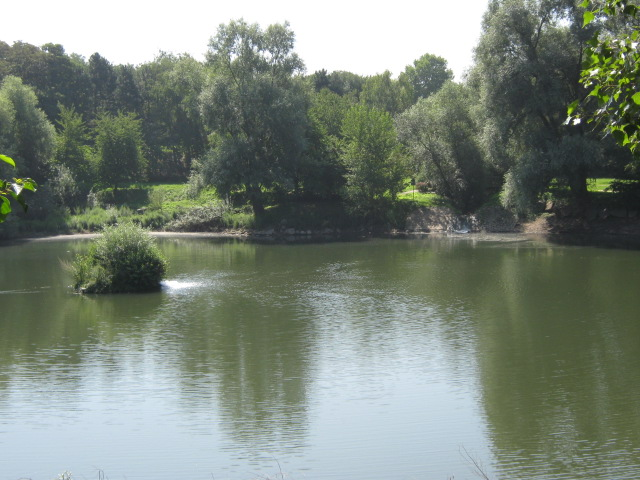
Einstiger Kolk des Rheins im Schotter (Wuhrloch in Neuenburg)

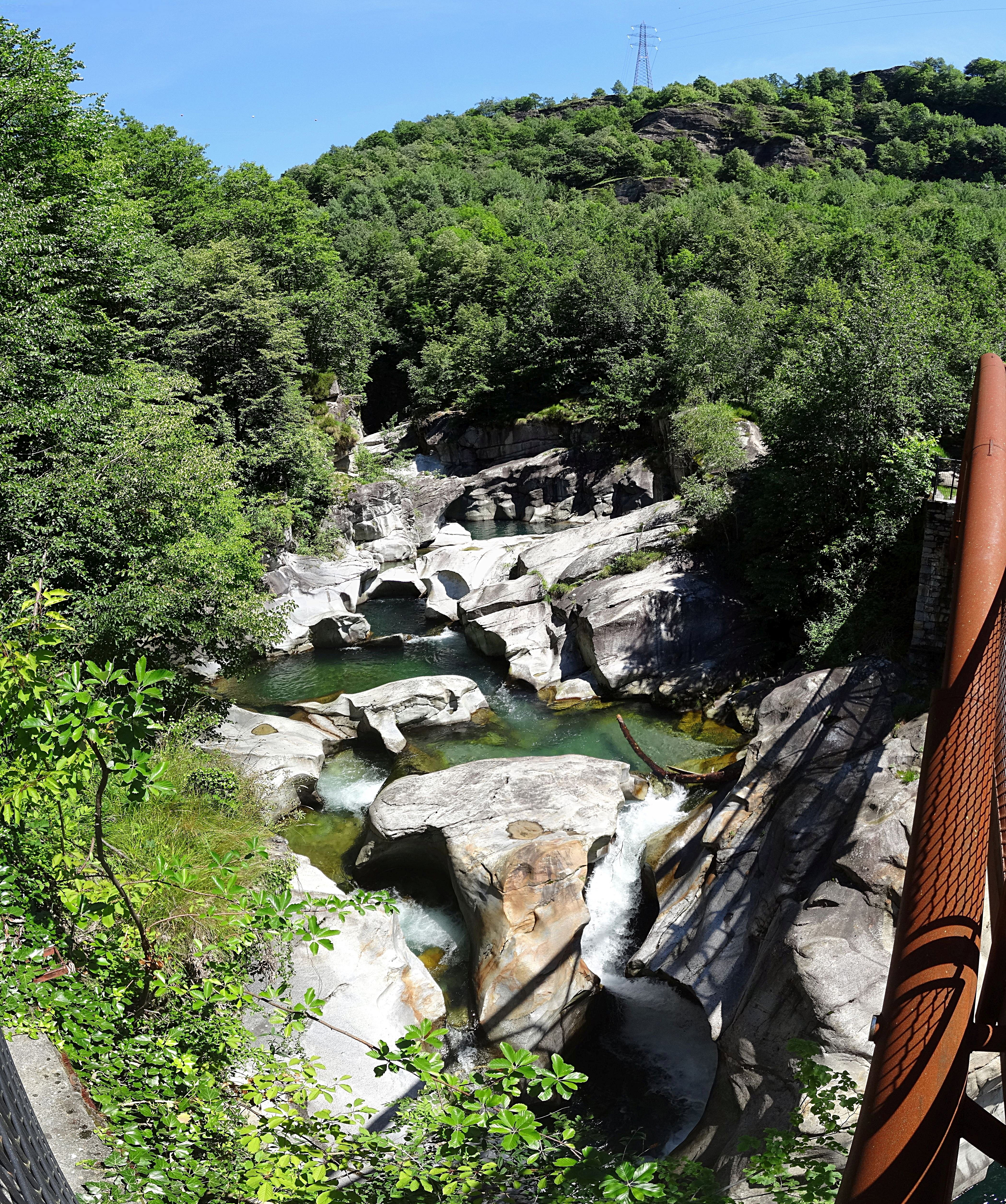
Flusskolke im Festgestein, vorn Übergang zu Gumpen

Ein Kolk (auch Strudelloch oder, in Festgestein, Strudeltopf genannt) ist eine Erosionserscheinung in einem Flussbett in Form einer Vertiefung in der Fließgewässersohle oder der Uferwand. Auslöser können Unregelmäßigkeiten in der Festigkeit des Untergrundes sein oder Fließhindernisse wie Baumwurzeln oder Steine in Sand- und Schotterbetten. Kolke entstehen auch in Festgestein durch die Fluvialdynamik des Wasserlaufs. Mitgeführter Sand und Gesteinsbruchstücke schleifen die Gewässersohle ab, wodurch der Fluss das Gestein erodiert. Durch Strudel und Wasserwalzen bilden sich trichter- oder kesselförmige Vertiefungen. Die auskolkende Tätigkeit des fließenden Wassers heißt Evorsion, die Initialform eines Kolks Strudelnische.
Kolke bilden sich auch im Brandungsbereich an Kliffküsten, sowie durch – teils unter hohem Druck fließendes – Schmelzwasser unter Gletschern (siehe Gletschertopf).

### In Mooren
Als Kolk wird auch eine inmitten eines Regen- oder Kesselmoores liegende Wasseransammlung bezeichnet, die auch Moorauge genannt wird. Hochmoorkolke sind meistens durch die versauernde Wirkung des Torfmooses sekundär entstanden. Ihre Ufervegetation unterscheidet sich von anderen Strukturen des Moores und ist auf einer mehr oder weniger mächtigen Torfschicht entstanden. Hiervon zu unterscheiden sind die kleineren Schlenken.

### An Deichbruchstellen

Kolk durch einen historischen Deichbruch des Norderalten-Deiches bei Minsen

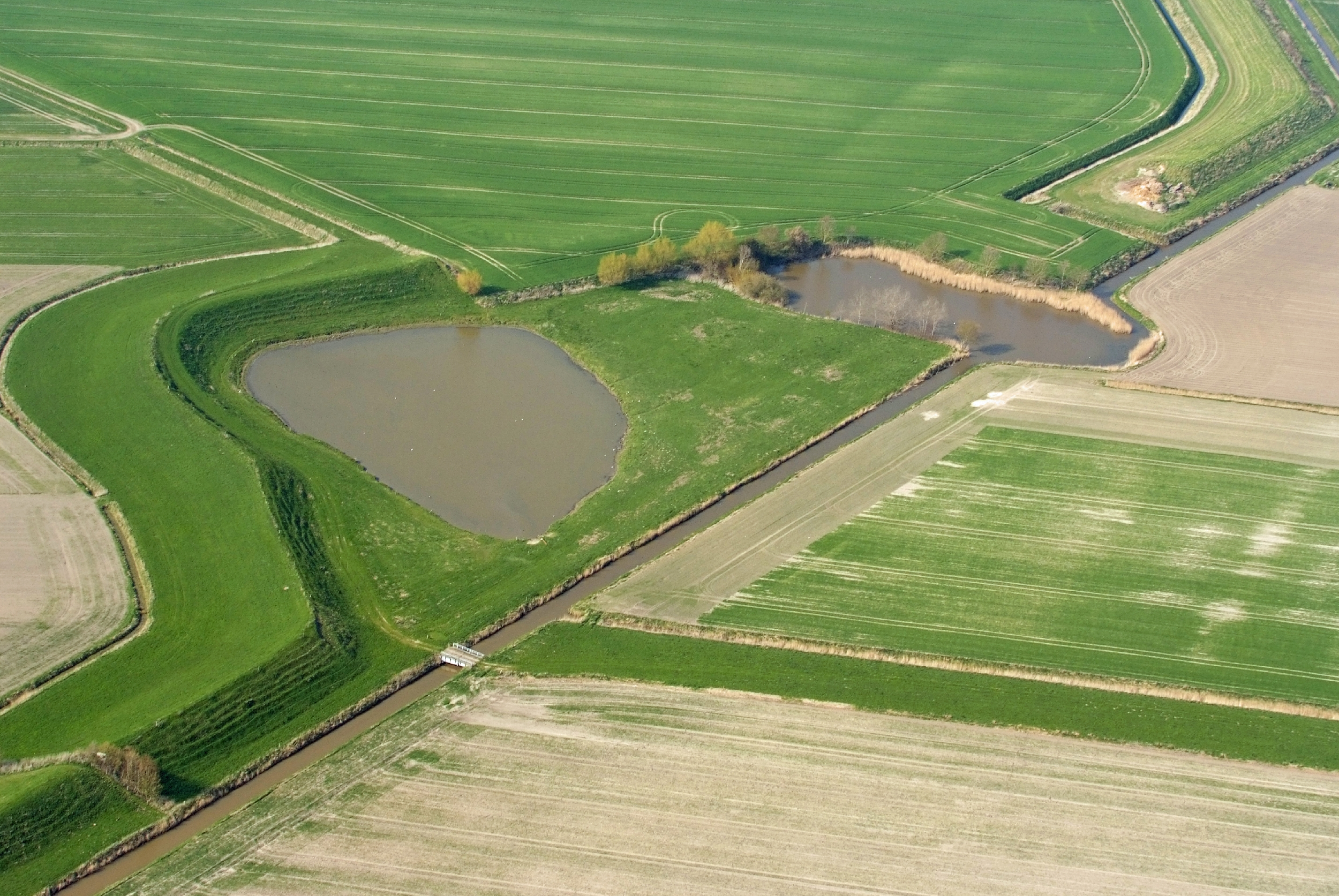
Kolk und Entwässerungsgraben Schoonorther Polderschloot in der nördlichen Krummhörn entlang einer alten Deichlinie

Kolke entstehen auch durch Ausspülungen nach einem Deichbruch; an der Küste bei Sturmfluten, an Flüssen durch Hochwasserereignisse. Diese durch Deichbruch entstandenen Kolke werden auch Bracks oder Wehlen genannt und können sehr tief sein.

### An Unterwasserbauwerken
Kolke bilden sich ebenfalls an Unterwassergründungen von Brückenbauwerken, die Flüsse oder Meerengen überspannen, oder von Offshorebauwerken wie Windkraftanlagen. Vor allem in flachen tidebeeinflussten Küstengewässern führt die Strömung zur Kolkbildung.
Auch an einem gestrandeten Schiff bildet sich oft in kürzester Zeit ein Kolk, welcher zum Zerbrechen und somit zum Totalverlust führt, bevor Bergungsmaßnahmen eingeleitet werden können. Ein Beispiel ist der Verlust der Fides 1962 in der Elbmündung.

### An Stauwehren
Besonders tief können Ausspülungen unterhalb von Stauwehren sein. Daher legt man am Fuß einer überströmten Staustufe üblicherweise ein befestigtes Tosbecken an. Es handelt sich bei abstürzendem Wasser allerdings eher um künstliche Gumpen als um künstliche Kolke.

## Einzelbeispiele
Der Larrelter Kolk bei Emden entstand bei der Weihnachtsflut 1717, die den Deich auf großer Länge durchbrach. Die neu gebildete Wasserfläche hatte die Ausmaße von etwa 500 m × 100 m und war 25 Meter tief. Trotz der Wiederherstellung des gebrochenen Deichs kam es 1721 erneut zu einem Deichbruch, der weitere Kolke von 15 bis 18 Meter Tiefe hinterließ. 1825 entstand bei der Februarflut nahe Emden ein Kolk von 31 Meter Tiefe. Das Erdreich wurde von hier bis zu fünf Kilometer weit ins Landesinnere geschwemmt.
Die Bauten der Berliner Museumsinsel wurden ab 1830 über eiszeitlichen Kolken des Berliner Urstromtales errichtet. Die mit Sumpf gefüllten Vertiefungen waren bereits während der Eiszeit mit mehrere Meter mächtigen Sandschichten überweht worden, die sich hinreichend verfestigten, um Vegetation und später auch Siedlungen zu tragen. So blieben die Kolke bis zu den Baugrunduntersuchungen für die Museumsbauten verborgen. Teile der Museumsgebäude wurden dann auf bis zu 20 Meter tief reichenden Holzpfählen errichtet, um festen Baugrund zu erreichen.